# Ornipholidotos overlaeti
Ornipholidotos overlaeti är en fjärilsart som beskrevs av Henry Stempffer 1947. Ornipholidotos overlaeti ingår i släktet Ornipholidotos och familjen juvelvingar. Inga underarter finns listade i Catalogue of Life.